# Peribaea pectinata
Peribaea pectinata là một loài ruồi trong họ Tachinidae.